# Astyanax erythropterus
Astyanax erythropterus är en fiskart som först beskrevs av Holmberg, 1891.  Astyanax erythropterus ingår i släktet Astyanax och familjen Characidae. Inga underarter finns listade.